# Avatar - La via dell'acqua
Avatar - La via dell'acqua (Avatar: The Way of Water) è un film del 2022 co-scritto, diretto, co-prodotto e co-montato da James Cameron.
La pellicola è il sequel di Avatar (2009), è stato prodotto dalla 20th Century Studios e sceneggiato da Rick Jaffa e Amanda Silver e dal regista Cameron, che ha anche preso parte al montaggio e alla produzione. Diversi membri del cast del primo film riprendono i loro ruoli, a cui si aggiungono tra i tanti Cliff Curtis, Edie Falco e Kate Winslet. Nel film Jake Sully, Neytiri e i loro figli devono lasciare la loro casa cercando rifugio in un'altra regione di Pandora sul mare.
Si tratta del film più costoso mai realizzato; con un budget stimato tra i 350 e i 460 milioni di dollari, ha ottenuto un notevole successo di incassi e critica, stabilendo numerosi record al botteghino e divenendo il terzo film con maggiori incassi nella storia del cinema, ed è stato candidato a numerosi premi cinematografici, tra i quali quattro Oscar, vincendo quello per i migliori effetti speciali, due Golden Globe e due BAFTA.

## Trama
Nel 2169, quindici anni dopo il primo film, Jake Sully è il capoclan Omaticaya e ha avuto tre figli con Neytiri: Neteyam, Lo'ak e Tuktirey, detta "Tuk". Inoltre hanno adottato una giovane Na'vi di nome Kiri, concepita inspiegabilmente dall'Avatar della defunta Grace Augustine, e si occupano di un ragazzo umano di nome Miles Socorro, detto "Spider", figlio del defunto colonnello Miles Quaritch, nato su Pandora e cresciuto con gli scienziati umani e la famiglia Sully, al punto da comportarsi come un Na'vi. Un giorno, però, gli umani tornano su Pandora per colonizzarla, costruendo una nuova base operativa. Tra di loro c'è anche Quaritch, clonato in un corpo Na'vi e dotato degli stessi ricordi dell'originale, che aveva caricato su un hard drive prima di morire. In un videomessaggio lasciato prima della sua morte, Quaritch chiede al suo clone di uccidere Sully.
Un anno dopo Jake, Neytiri e gli Omaticaya conducono operazioni contro i treni che trasportano armi per impadronirsene. Il generale Ardmore, comandante degli umani su Pandora, affida a Quaritch la missione di uccidere Jake. La squadra cattura Lo'ak, Tuk, Kiri e Spider. Jake e Neytiri riescono a salvarli, ma Spider viene rapito da Quaritch, il quale cerca di far passare il figlio dalla propria parte. Temendo che Spider possa indicare la loro posizione, Jake e la sua famiglia lasciano gli Omaticaya per proteggerli e chiedono ospitalità al clan della barriera corallina Metkayina, guidata dal saggio Tonowari e da sua moglie, la risoluta Ronal.
Nonostante alcune diffidenze con la tribù, la famiglia riesce col tempo ad ambientarsi: Kiri sviluppa un forte legame interiore con il mare e le sue creature mentre Lo'ak fa amicizia con Tsireya, la figlia del capo tribù. Lo'ak litiga con il fratello di Tsireya, Aonung, dopo che lui e i suoi amici definiscono Lo'ak e la sorella dei "mostri" in quanto mezzosangue, venendo picchiati da Lo'ak e Neteyam. Quando Lo'ak torna per scusarsi, sotto insistenza di Jake, Aonung e i suoi amici lo invitano ad andare a caccia nel territorio di un Akula, pericoloso predatore marino, per poi abbandonarlo. Lo'ak viene salvato da Payakan, un giovane Tulkun (una creatura simile a una balena e dotata di intelligenza equivalente a quella umana), con il quale instaura una profonda amicizia. Al suo ritorno, Lo'ak si prende la colpa per l'accaduto, litigando con il padre Jake, e viene informato dagli altri che Payakan è un emarginato tra la sua specie, poiché si dice abbia ucciso diversi Metkayina e Tulkun.
Durante un viaggio in un'estensione subacquea dell'Albero delle Anime, dove partecipano Tsireya, Roxto, Neteyam, Tuk e Kiri, quest'ultima si collega a esso per incontrare sua madre Grace, ma subisce un violento attacco epilettico. Viene curata da Ronal, ma quando Jake chiama Norm Spellman e Max Patel per chiedere ulteriore aiuto, Quaritch riesce a rintracciarli. Portando Spider con sé, Quaritch requisisce una baleniera e interroga brutalmente le tribù indigene per sapere la posizione di Jake e della sua famiglia, poi Quaritch ordina di uccidere i Tulkun per attirare Jake. Lo'ak, osservato di nascosto da Tsireya, Neteyam, Aonung e Roxto, si collega mentalmente con Payakan, divenendo di conseguenza suo fratello spirituale, e da lì scopre il suo doloroso passato: il Tulkun in realtà è stato scacciato mesi prima per aver radunato dei suoi simili e dei cacciatori Metkayina e aver attaccato insieme i balenieri che avevano ucciso la sua famiglia, in quanto uccidere è proibito tra la sua specie. Per aver legato con il Tulkun rinnegato, Lo'ak viene duramente sgridato da Tonowari, Ronal e Jake.
Quando i Metkayina vengono a sapere dei Tulkun uccisi, Lo'ak parte per avvertire Payakan, seguito dai suoi fratelli, Tsireya e Aonung, e lo trovano inseguito dai balenieri e, dopo averlo liberato, Lo'ak, Tsireya e Tuk vengono catturati. Jake, Neytiri e i Metkayina decidono di affrontare gli umani; Quaritch costringe Jake ad arrendersi, ma Payakan per salvare Lo'ak, attacca i balenieri, innescando un combattimento che danneggia gravemente la nave. Mentre i Metkayina, Jake e Neytiri iniziano a combattere contro gli esseri umani, Neteyam libera Tsireya e Tuk e poi aiuta Lo'ak, convinto da quest'ultimo a restare, per salvare Spider. Nella disperata fuga, tuttavia, Neteyam viene colpito da Quaritch, morendo subito poco dopo tra le braccia dei suoi familiari. Jake e Neytiri allora uniscono le forze per salvare le due figlie prigioniere e scacciare i restanti umani. Mentre Neytiri, folle di rabbia, scatena una vera e propria carneficina dell'equipaggio sotto gli occhi atterriti di Spider, Jake affronta a muso duro Quaritch, che usa Kiri come ostaggio. Quando sopraggiunge Neytiri che fa lo stesso con Spider, minacciando di ucciderlo per vendicare Neteyam, Quaritch riconosce il ragazzo come suo figlio, e libera Kiri.
Jake, Quaritch, Neytiri e Tuk rimangono intrappolati nella nave che affonda. Jake e Quaritch combattono finché Quaritch non perde i sensi, poi Jake viene salvato da Lo'ak e Payakan. Kiri invoca delle piccole creature marine luminescenti che le permettono di salvare la madre e la sorella per poi ricongiungersi con Jake e Lo'ak. Spider salva Quaritch dall'annegamento, lo lascia su una spiaggia e si ricongiunge con i Sully. Viene celebrato il funerale di Neteyam, a cui partecipa tutta la tribù dei Metkayina. Dopo il funerale Jake informa Tonowari e Ronal di voler andarsene con la sua famiglia per proteggere il clan dagli umani, ma Tonowari li riconosce come membri del clan e li invita a restare, proposta che loro accettano. Quella sera, Jake e Neytiri si connettono all'Albero della Vita per incontrarsi spiritualmente con Neteyam un'ultima volta mentre prendono coscienza che da quel momento proteggeranno la loro famiglia non più fuggendo, ma combattendo.

## Personaggi

### Na'vi / Ricombinati
- Jake Sully, interpretato da Sam Worthington: un ex essere umano che si innamorò di Neytiri e fece amicizia con i Na'vi dopo essere entrato a far parte del Programma Avatar, finendo per schierarsi dalla loro parte nel corso del conflitto contro gli umani e portandoli alla vittoria; alla fine del primo film, diventa il nuovo leader degli Omaticaya (il clan Na'vi al centro della storia) accanto a Mo'at e trasferisce la sua mente nel suo avatar in modo permanente.[19][20]
- Neytiri, interpretata da Zoe Saldana: la figlia del precedente capo del clan, futura Tsahìk del clan, e compagna di Jake Sully.[19][20]
- Kiri, interpretata da Sigourney Weaver: la figlia adolescente adottiva di Jake e Neytiri.[21] Weaver è apparsa nel primo film nel ruolo della dott.sa Grace Augustine, una donna umana che si schiera dalla parte dei Na'vi e muore durante il conflitto. Sebbene sia Weaver che Cameron abbiano confermato che sarebbe tornata nei sequel, nel 2014 ha dichiarato che non avrebbe interpretato lo stesso personaggio.[22][23][24]
- Colonnello Miles Quaritch, interpretato da Stephen Lang: colui che guidò fino alla morte le forze della RDA, l'organizzazione umana che colonizzava Pandora, durante il conflitto con i Na'vi. Quaritch è stato riportato in vita dalla RDA diventando un Ricombinato, cioè un Na'vi con i ricordi del colonnello umano.[25] Sebbene il personaggio sia morto alla fine di Avatar, nel 2010 Cameron ha confermato che Lang sarebbe tornato nel ruolo del colonnello nei primi tre sequel, affermando: "Non dirò esattamente come lo stiamo riportando indietro, ma è una storia di fantascienza, dopotutto. Il suo personaggio si evolverà in modo davvero inaspettato nell'arco della storia dei tre nuovi film".[10][26] In seguito dichiarò che Quaritch sarebbe stato di nuovo il principale antagonista, in tutti e quattro i sequel.[27]
- Tonowari, interpretato da Cliff Curtis: il capo del clan della barriera corallina Metkayina.[28][29][30]
- Mo'at, interpretata da CCH Pounder: la leader spirituale e madre di Neytiri.[31][32]
- Ronal, interpretata da Kate Winslet: la compagna di Tonowari e subacquea della Metkayina.[33][34][35][36]
- Lo'ak, interpretato da Britain Dalton: il secondo figlio di Jake e Neytiri.[37][38]
- Neteyam, interpretato da Jamie Flatters: il figlio primogenito di Jake e Neytiri.[37][38]
- Tuktirey ("Tuk"), interpretata da Trinity Jo-Li Bliss: la figlia di otto anni di Jake e Neytiri.[37][38][39]
- Tsireya ("Reya"), interpretata da Bailey Bass: la figlia di Tonowari e Ronal, una graziosa e forte apneista del clan Metkayina.[37][38]
- Aonung, interpretato da Filip Geljo: il figlio di Tonowari e Ronal, un giovane cacciatore e apneista del clan Metkayina.[37][38]
- Rotxo, interpretato da Duane Evans Jr.: un giovane cacciatore e apneista della Metkayina.[37][38]
- Interprete Metkayina senza nome, interpretato da CJ Jones.[40]
- Caporale Lyle Wainfleet, interpretato da Matt Gerald: un mercenario che ha combattuto per la RDA contro i Na'vi. Anche Wainfleet, come Quaritch, è stato riportato in vita divenendo un ricombinato. Nonostante la morte del suo personaggio nel film precedente è stato annunciato che Gerald avrebbe ripreso il suo ruolo.[30]

### Umani
- Dott. Norm Spellman, interpretato da Joel David Moore: un ex membro del Programma Avatar che aveva scelto di schierarsi con i Na'vi.[41]
- Generale Frances Ardmore, interpretata da Edie Falco: la comandante responsabile degli interessi dell'operazione RDA.[42]
- Dott. Ian Garvin, interpretato da Jemaine Clement: un biologo marino.[43]
- Parker Selfridge, interpretato da Giovanni Ribisi: l'amministratore aziendale dell'operazione mineraria RDA.[44]
- Miles "Spider" Socorro, interpretato da Jack Champion: un adolescente figlio del colonnello Quaritch, nato a Hell's Gate (la base umana su Pandora), che preferisce passare il suo tempo nella foresta pluviale di Pandora.[37][38]
- Capitano Mick Scoresby, interpretato da Brendan Cowell: il capo di una nave da caccia marina del settore privato sul pianeta Pandora.[45]
- Dott. Max Patel, interpretato da Dileep Rao: uno scienziato che ha lavorato al Programma Avatar e che nel primo film aveva sostenuto la ribellione di Jake contro l'operazione RDA.[46]

## Produzione

### Pre-produzione
Nel 2006, Cameron dichiarò che se Avatar avesse avuto successo, gli sarebbe piaciuto realizzare due sequel. Nel 2010 ha affermato che avrebbe realizzato i sequel. L'uscita dei sequel era originariamente prevista nel dicembre 2014 e 2015. Ha incluso alcune scene nel primo film per delle storie future. Cameron dichiarò che i sequel avrebbero allargato l'universo di Pandora, e avrebbero esplorato le altre lune di Polifemo. Il primo sequel si concentrerà sull'oceano di Pandora e presenterà anche una parte della foresta pluviale. Cameron intendeva girare alcune scene per questo sequel in fondo alla fossa delle Marianne usando un sommergibile per le acque profonde. Nel 2011, Cameron dichiarò che aveva appena iniziato a progettare l'ecosistema oceanico di Pandora e degli altri mondi da includere nella storia. La trama, sebbene contenga il tema ambientale del primo film, non sarebbe stata "stridente" poiché il film si concentrerà sull'intrattenimento.
Nel dicembre 2009, i sequel furono ufficialmente confermati, con l'annuncio che i prossimi film avrebbero continuato a seguire i personaggi di Jake e Neytiri, mentre l'anno successivo Cameron accennò anche al ritorno degli umani come antagonisti della storia. Nel 2011, il regista annunciò la sua intenzione di filmare i sequel a un frame rate più elevato rispetto agli standard del settore 24 frame al secondo, al fine di aggiungere un acuto senso della realtà. Nel 2013, Cameron annunciò che le riprese si sarebbero svolte in Nuova Zelanda. Il governo della Nuova Zelanda firmò un accordo affinché una première mondiale del film si tenesse a Wellington e almeno 500 milioni di dollari neozelandesi (circa 410 milioni di dollari USA ai tassi di cambio del dicembre 2013) sarebbero stati spesi nel Paese, per le riprese in live action e per gli effetti visivi. Il governo della Nuova Zelanda annunciò l'aumento del suo sconto fiscale di base per il cinema dal 15% al 20%, con il 25% disponibile per le produzioni internazionali in alcuni casi e il 40% per le produzioni neozelandesi (come stabilito dalla sezione 18 del New Zealand Film Commission Act del 1978).

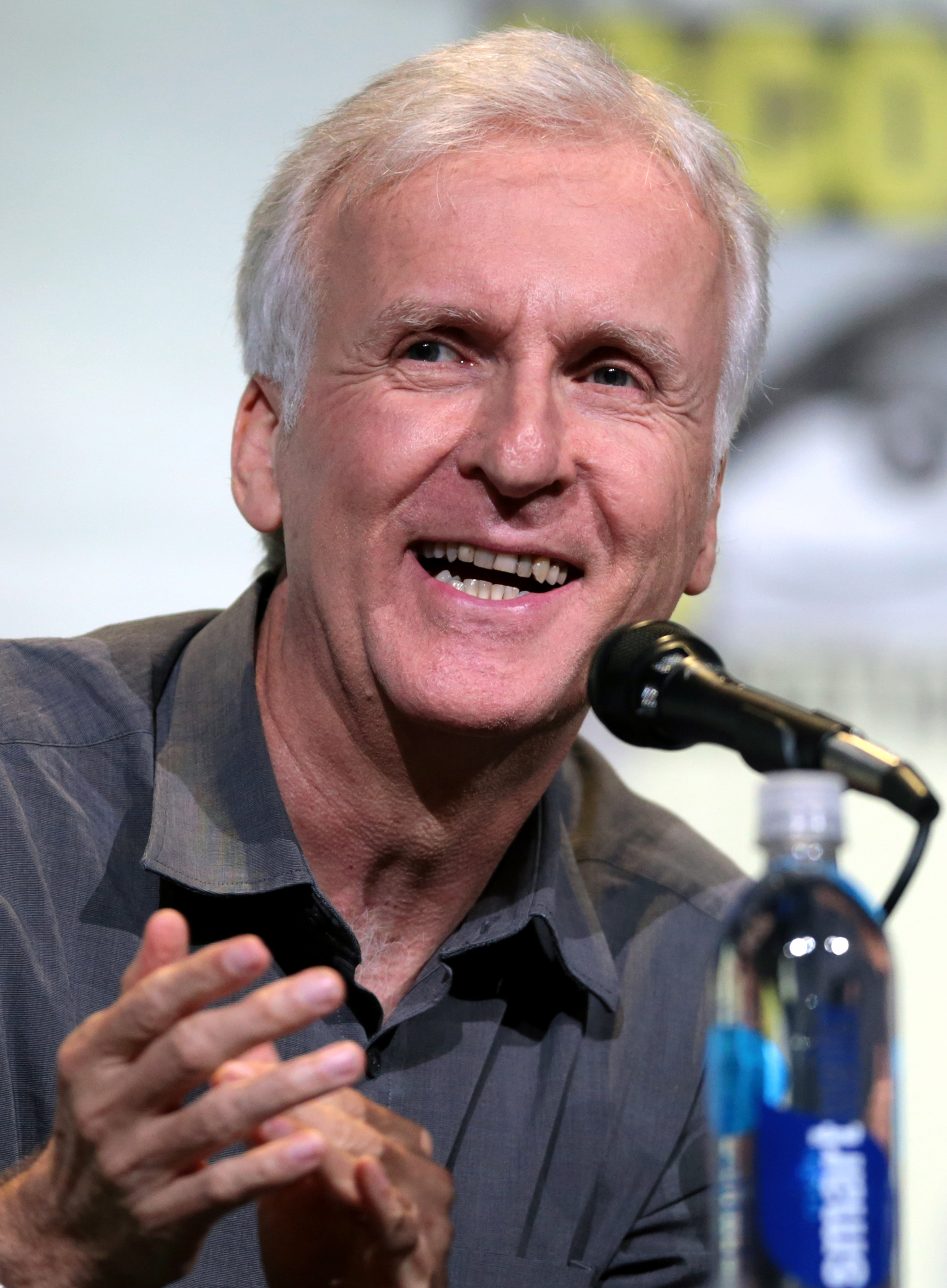
Il regista e co-sceneggiatore James Cameron al San Diego Comic-Con 2016

Nel 2012, Cameron ha menzionato per la prima volta un possibile terzo sequel, confermato ufficialmente l'anno successivo. Cameron ha lavorato per far uscire Avatar 2 nel 2015, ma più tardi quell'anno, la produzione è stata riprogrammata, con l'uscita del film prevista nel 2016 e che doveva essere seguita da altri due sequel nel 2017 e nel 2018. Nel 2015 le date di uscita dei sequel sono state posticipate di un altro anno, con l'uscita del primo sequel a dicembre 2017; ciò era dovuto al processo di scrittura, definito da Cameron "un lavoro complesso". Il mese seguente, Fox annunciò un ulteriore ritardo di uscita. Nel febbraio 2016 è stato comunicato che nell'aprile dello stesso anno sarebbe dovuta cominciare la produzione dei sequel in Nuova Zelanda.
(James Cameron a proposito del progetto.)
Nell'aprile 2016, Cameron ha annunciato al CinemaCon che ci sarebbero stati quattro sequel di Avatar, e che sarebbero stati girati tutti contemporaneamente, con date di uscita posticipate rispettivamente a dicembre 2018, 2020, 2022 e 2023. Alla fine ottobre 2016 è stato reso noto che Cameron avrebbe spinto per il "3D senza occhiali" per i sequel, ma in seguito smentì le voci. Nel marzo 2017, Cameron ha dichiarato che Avatar 2 non sarebbe uscito nel 2018, come inizialmente previsto. Il 27 aprile 2017 sono state annunciate le nuove date di uscita di tutti e quattro i sequel: 18 dicembre 2020 per Avatar 2, 17 dicembre 2021 per Avatar 3, 20 dicembre 2024 per Avatar 4 e 19 dicembre 2025 per Avatar 5. I film usciranno in Dolby Vision.
I nuovi membri della troupe includono il cineasta Russell Carpenter, che aveva lavorato con Cameron in True Lies e in Titanic, e Aashrita Kamath, che fungerà da direttore artistico in tutti e quattro i sequel. Kirk Krack, fondatore della Performance Freediving International, ha lavorato come istruttore di immersioni libere per il cast e la troupe per le scene subacquee. Cameron era ottimista sul fatto che i ritardi non avrebbero danneggiato il successo dei film, facendo un confronto con i suoi film Terminator 2 - Il giorno del giudizio e Aliens, entrambi sequel di successo commerciale, che furono pubblicati sette anni dopo i film originali. Diverse creature che sono state introdotte nell'attrazione Avatar Flight of Passage saranno presenti nel film. Nel maggio 2019 è stato reso noto che le date di uscita dei sequel di Avatar erano state ulteriormente rimandate di 2 anni, quindi l'uscita di Avatar 2 era stata posticipata a dicembre 2021 mentre gli altri tre sequel di Avatar sarebbero usciti rispettivamente nel dicembre 2023, nel dicembre 2025 e nel dicembre 2027. L'ultimo posticipo è avvenuto a causa della pandemia di COVID-19 il 23 luglio 2020, quando le date di uscita dei quattro sequel sono state spostate rispettivamente al 16 dicembre 2022, 20 dicembre 2024, 18 dicembre 2026 e 22 dicembre 2028.

### Sceneggiatura

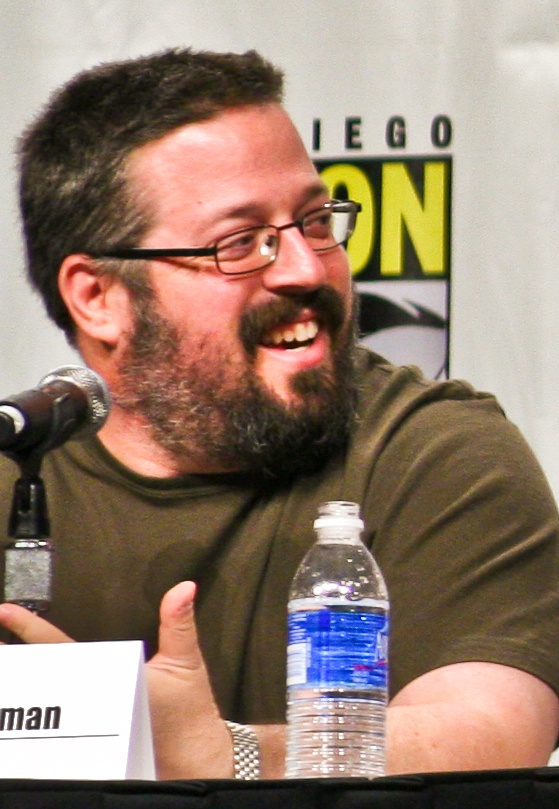
Josh Friedman, co-sceneggiatore del film

Nel 2012, Cameron ha dichiarato che i sequel sarebbero stati scritti come "storie separate che avranno un arco complessivo comprensivo del primo film", con il secondo che avrebbe avuto una chiara conclusione. Furono anche annunciati gli sceneggiatori: Josh Friedman per il primo, Rick Jaffa e Amanda Silver per il secondo e Shane Salerno per il terzo. Tuttavia, Friedman in seguito chiarì e dichiarò che Jaffa e Silver stavano scrivendo il primo dei quattro sequel e lui stava scrivendo il secondo. Nell'aprile 2014, Cameron si aspettava di finire le (allora) tre sceneggiature entro sei settimane, affermando che tutti e tre i sequel sarebbero stati in produzione simultaneamente. Ha affermato che sebbene Friedman, Jaffa e Silver e Salerno stiano entrambi scrivendo un sequel insieme a lui, all'inizio hanno lavorato insieme su tutte e tre le sceneggiature: "Non ho assegnato ad ogni sceneggiatore un film sul quale avrebbero lavorato fino all'ultimo giorno". Cameron ha aggiunto che avevano "elaborato una sceneggiatura che si sarebbe collegata a ogni film come una sorta di saga".
La scrittura ha richiesto più tempo del previsto, costringendo Cameron a ritardare ulteriormente l'uscita dei film. Nel dicembre 2015 ha dichiarato di essere "in procinto di fare un altro passaggio attraverso tutti e tre gli script... Solo perfezionamento. Questo è in parallelo con il processo di progettazione. Il processo di progettazione è molto maturo a questo punto. Abbiamo progettato per circa un anno e mezzo. Tutti i personaggi, le ambientazioni e le creature sono praticamente tutti ambientati". L'11 febbraio 2017, Cameron ha annunciato che la scrittura di tutti e quattro i sequel era stata completata. In un'intervista del 26 novembre dello stesso anno ha stimato che per scrivere gli script erano stati impiegati complessivamente quattro anni.
(James Cameron.)
In seguito ha paragonato i sequel al franchise de Il padrino, definendoli "una saga di famiglia generazionale". Discutendo il personaggio di Tuk in un'intervista a febbraio 2019, Cameron ha affermato che avrebbe avuto otto anni e che nel film ci sarebbe stata una scena tra Jake e Neytiri che si sarebbe svolta dal punto di vista di Tuk, affermando: "c'è una scena di discussione di tre pagine tra Jake e Neytiri, una disputa coniugale, molto, molto critica per la trama. Ho finito per girare tutto dal punto di vista del bambino di 8 anni nascosto sotto la struttura che sta sbirciando". In un'intervista rilasciata nel dicembre 2019, Lang ha dichiarato che il suo personaggio sarebbe stato sempre presente nei sequel, dato che Cameron aveva condiviso con lui l'idea secondo cui "Quaritch avrebbe avuto un futuro" durante le riprese del film originale.

### Cast

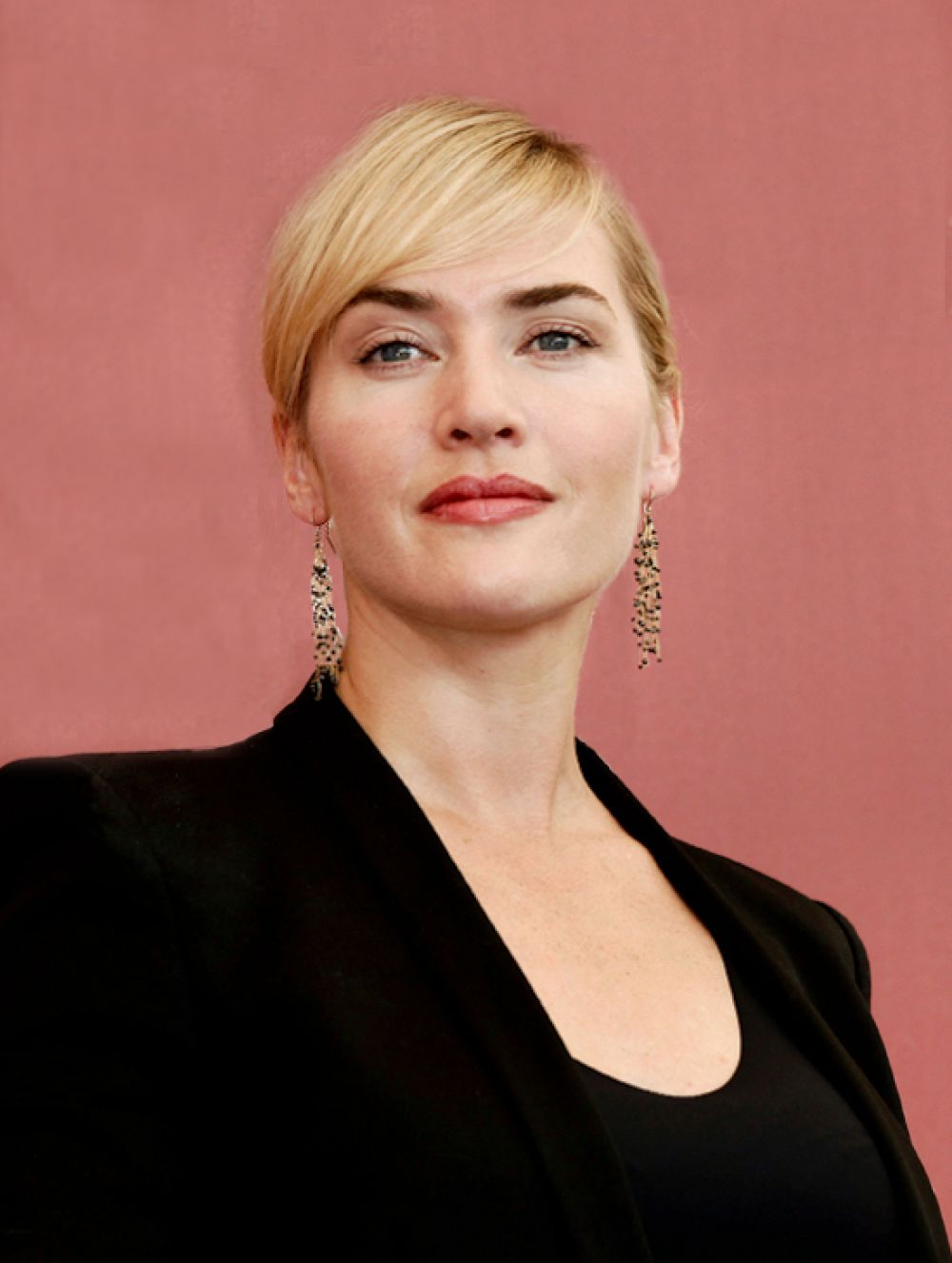
Kate Winslet, che ritorna a lavorare con Cameron dopo Titanic, interpreta Ronal. L'attrice durante le riprese ha trattenuto il respiro sott'acqua per 7 minuti e 14 secondi, superando il precedente record cinematografico di 6 minuti stabilito da Tom Cruise durante le riprese di Mission: Impossible - Rogue Nation nel 2015

Il 19 settembre 2011, Sigourney Weaver nel corso di un'intervista ha rivelato che avrebbe recitato nei sequel. Il 23 ottobre 2013 è stato annunciato che Stephen Lang sarebbe tornato a interpretare il Colonnello Quaritch, nonostante la morte di quest'ultimo nel film originale. Il 15 gennaio 2014 Sam Worthington e Zoe Saldana hanno firmato i contratti per reinterpretare rispettivamente Jake e Neytiri in Avatar 2, Avatar 3 e Avatar 4.
Nel maggio 2017 Cliff Curtis si è unito al cast del film, mentre il 2 giugno dello stesso anno viene reso noto che Joel David Moore avrebbe reinterpreto lo scienziato Norman Spellman. Nel giugno 2017 anche Oona Chaplin entra a far parte del cast, così come CCH Pounder il mese successivo. Il 27 settembre viene reso noto che sette attori bambini, Jamie Flatters, Britain Dalton, Trinity Bliss, Filip Geljo, Bailey Bass e Duane Evans Jr. erano stati scelti per recitare nel film. Il 4 ottobre 2017, Kate Winslet, che aveva già lavorato con Cameron in Titanic, si è unita al cast nel ruolo di Ronal. Winslet ha definito Ronal "un personaggio chiave nella storia in corso", ma anche "relativamente piccolo rispetto alle lunghe riprese", dato che girare tutte le sue scene le ha richiesto solo un mese.
Nel febbraio 2019 Edie Falco è entrata a far parte del cast. Nell'aprile dello stesso anno Brendan Cowell si è unito al cast, così come Jemaine Clement il mese successivo.

### Riprese
Nel febbraio 2019, Landau ha dichiarato che le riprese in live-action per Avatar 2 e Avatar 3 sarebbero iniziate in Nuova Zelanda nella primavera del 2019. Cameron ha confermato più tardi nello stesso mese di aver "svolto solo le riprese in motion capture [...] e che le riprese in live-action le sarebbero costate cinque mesi della sua vita". Le riprese per il 2019 si sono concluse il 29 novembre, per poi riprendere l'anno successivo in Nuova Zelanda. Il 17 marzo 2020, Landau ha annunciato che le riprese dei film in Nuova Zelanda erano state posticipate a data da destinarsi a causa della pandemia di COVID-19. Landau ha anche confermato che la produzione sarebbe rimasta a Los Angeles. Tuttavia, la produzione virtuale continuò a Manhattan Beach, in California, mentre gli effetti visivi continuarono al Weta Digital di Wellington. All'inizio di maggio, il governo neozelandese ha approvato i protocolli in materia di salute e sicurezza per la produzione dei film, consentendo di riprendere le riprese nel paese.
Il 1º giugno 2020, Landau ha pubblicato una foto di se stesso e Cameron su Instagram, dimostrando che erano tornati in Nuova Zelanda per continuare le riprese. Dopo il loro arrivo, Cameron e altri 55 membri dell'equipaggio che avevano viaggiato in Nuova Zelanda hanno iniziato un periodo di isolamento di 2 settimane sotto la supervisione del governo in un hotel a Wellington prima di riprendere le riprese. Ciò renderebbe Avatar 2 e Avatar 3 i primi film di Hollywood a riprendere la produzione dopo aver posticipato le riprese a causa della pandemia. Il 16 giugno 2020, Cameron e Landau hanno pubblicato su Instagram una foto della troupe durante le riprese. Le riprese preliminari del film sono iniziate a Manhattan Beach, in California, il 15 agosto 2017, seguite dalle riprese principali in contemporanea di Avatar 3 in Nuova Zelanda, il 25 settembre 2017. Le riprese in motion capture sono terminate a novembre 2018, mentre quelle in live-action sono iniziate ad aprile 2019 e si sono concluse il 20 novembre successivo.
(James Cameron sulle difficoltà riscontrate durante le riprese subaquee.)

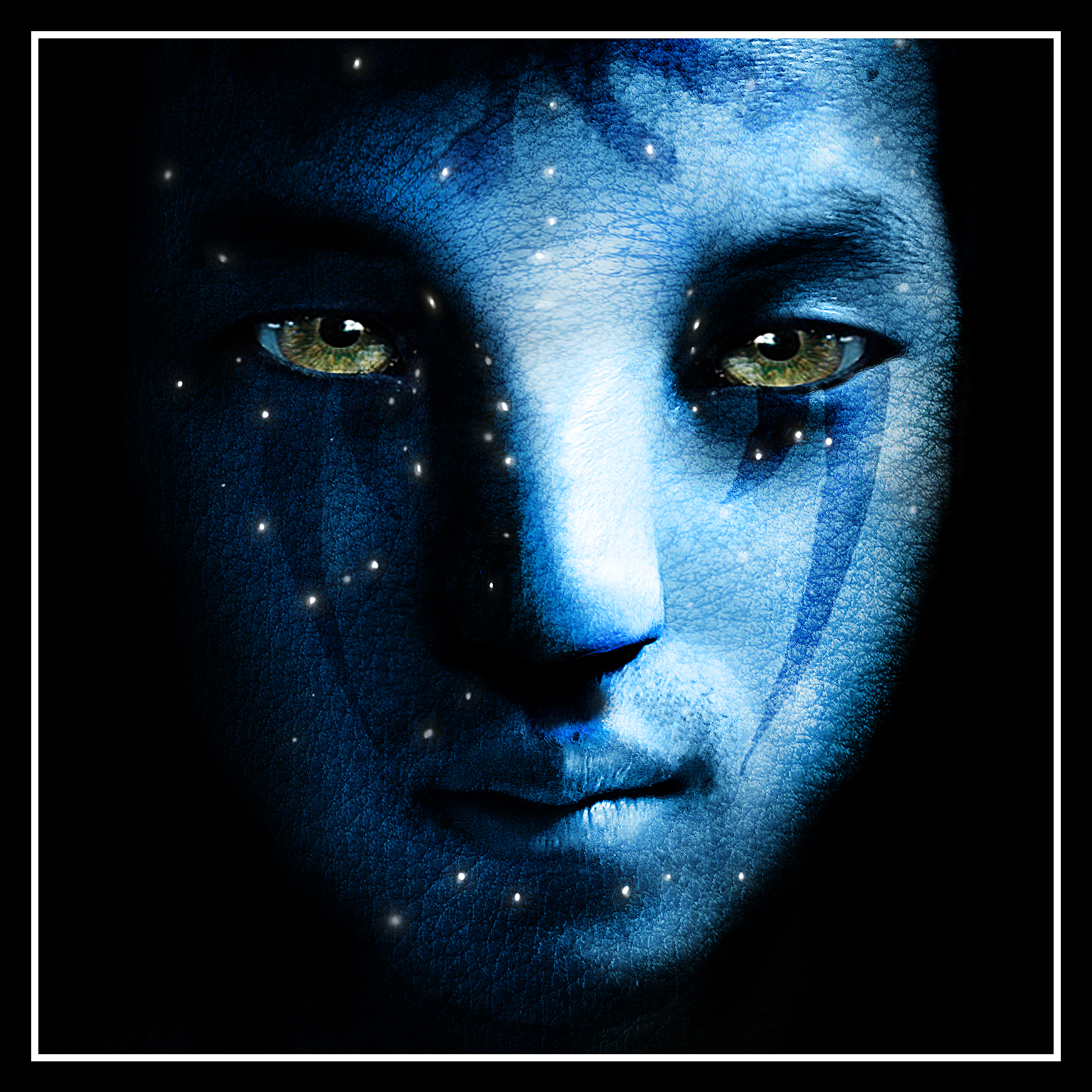
Volto di un Na'vi

Le riprese principali sono iniziate il 25 settembre 2017, contemporaneamente a quelle di Avatar 3. Il 23 novembre, Cameron ha dichiarato che la troupe e il cast nell'ultimo mese avevano iniziato dei test per poter filmare scene subacquee in motion-capture e che avevano iniziato a girare le prime scene il 14 novembre, con sei dei loro sette attori principali. Ha dichiarato: "Stiamo ottenendo dati davvero buoni, un bel movimento dei personaggi e un'ottima acquisizione delle prestazioni del viso. Abbiamo praticamente violato il codice". Il 30 aprile 2018 è stato annunciato che Kate Winslet aveva "solo un paio di giorni" di riprese da fare.
Nel maggio 2018, Saldana ha dichiarato che le riprese erano "solo a metà" e che la troupe stava "per finire la produzione della motion-capture nel secondo e terzo film, e poi dopo, vanno subito in pre produzione per la parte in live-action che sarebbe stata girata per sei mesi in Nuova Zelanda". Saldana ha finito di girare le sue scene l'8 giugno, sia per Avatar 2 che per il suo sequel. Il 14 novembre 2018, Cameron ha annunciato che le riprese con il cast in motion-capture erano state completate. Le riprese si sono concluse nel settembre 2020.
Secondo la rivista statunitense The Hollywood Reporter il film è stato realizzato con un budget che si aggira tra i 350 e i 400 milioni di dollari. Nel luglio 2022, Dame Kerry Prendergast, la presidente della New Zealand Film Commission, ha dichiarato che i sequel di Avatar avevano ricevuto oltre 140000000 $ di finanziamento pubblico attraverso la società Screen Production Grant, creando 20000 nuovi posti di lavoro. In confronto, la trilogia de Lo Hobbit aveva ricevuto 161 milioni di dollari in sovvenzioni cinematografiche. Durante la produzione in Nuova Zelanda sono stati impiegati 114 stuntman locali, quasi 800 comparse e 36 stagisti, oltre a 46 membri del cast tra cui Cliff Curtis e Duane Evans Jr.

### Effetti speciali
Il 31 luglio 2017 è stato annunciato che la Weta Digital aveva iniziato a lavorare ai sequel di Avatar. Il film è caratterizzato da scene subacquee girate sott'acqua con la tecnologia motion capture. Le riprese subacquee con l'utilizzo della motion capture non sono mai state realizzate prima, per questo al team è occorso un anno e mezzo per sviluppare un nuovo sistema della tecnologia.
Nel novembre del 2015, Landau ha dichiarato che Avatar 2 avrebbe apportato una serie di importanti miglioramenti tecnologici. Cameron dichiarò che c'era la possibilità che il film potesse essere proiettato in "3D senza occhiali", anche se non del tutto certo. In tal caso si sarebbe trattato della prima volta nella storia del cinema. Sam Gorsky, co-fondatore della Corridor Digital, ha dichiarato che la Weta Digital durante la realizzazione della pellicola aveva depositato tra i 4 e i 5 brevetti per la simulazione dell'acqua.
Successivamente, per aggiungere alcuni effetti speciali e il CGI, è stata contattata anche la Industrial Light & Magic. Alcune scene della pellicola sono state girate a 48 fotogrammi al secondo, per consentire una migliore resa grafica delle scene d'azione. Nel dicembre 2022, il produttore di effetti visivi della Wētā FX, David Conley, ha descritto Avatar 2 come il più grande progetto di effetti visivi che la società avesse mai realizzato.

### Scene eliminate
Nel 2022, Cameron ha detto che circa dieci minuti di "azioni violente e sparatorie" sono state tagliate dal film in quanto non era "più interessato alla violenza gratuita delle armi". Altre scene eliminate dal montaggio finale includevano una battaglia nello spazio tra Na'vi, umani e astronavi.

## Colonna sonora
Il 17 dicembre 2019 è stato annunciato che Simon Franglen avrebbe composto le musiche anche per Avatar 2 e Avatar 3. Il 30 agosto 2021 è stato comunicato che nel film oltre alla colonna sonora composta da Franglen sarebbero stati presenti anche musiche composte da Horner e già utilizzate nel precedente film del 2009. Nel novembre 2022 è stato comunicato che il film avrebbe contenuto una canzone originale dal titolo Song Chord, eseguita da Franglen e Zoe Saldana. Il mese successivo è stato annunciato che il cantante canadese The Weeknd avrebbe contribuito alla pellicola con una canzone originale, Nothing Is Lost (You Give Me Strength), prodotta da Franglen e dal supergruppo svedese Swedish House Mafia. L'album Avatar: The Way of Water, contenente la colonna sonora del film, è stato pubblicato il 16 dicembre 2022 dalla Hollywood Records in formato LP.

## Promozione
Il 7 febbraio 2019, dopo che diversi media hanno condiviso delle voci su potenziali titoli per il sequel di Avatar, tra cui Avatar: The Way of Water, Cameron ha dichiarato che i titoli citati erano «tra quelli che erano stati presi in considerazione, ma non era stata ancora presa una decisione definitiva». Il 7 marzo 2022, nel corso di un'intervista rilasciata al The Hollywood Reporter, il presidente dei 20th Century Studios Bob Iger ha confermato che il film sarebbe uscito nel 2022, annunciando inoltre l'imminente partenza della campagna di marketing.
La Disney ha ampiamente promosso Avatar - La via dell'acqua attraverso social, merchandising, parchi a tema e pubblicità. Il 18 marzo 2022 i 20th Century Studios hanno diffuso attraverso Instagram la prima immagine ufficiale del film. Durante il CinemaCon 2022, oltre all'annuncio del titolo ufficiale, è stato reso noto che il teaser trailer di Avatar: The Way of Water sarebbe stato proiettato nelle sale cinematografiche con l'uscita di Doctor Strange nel Multiverso della Follia. Lo stesso giorno sono state presentate le prime scene del film. Il 30 aprile 2022 sono trapelate online alcune immagini del trailer.
Il teaser è stato poi diffuso online il successivo 9 maggio, ricevendo 148,6 milioni di visualizzazioni nelle prime ventiquattro ore. Lo stesso giorno è stato pubblicato il primo poster ufficiale. Il 30 giugno 2022, il personaggio di Ronal, interpretato da Kate Winslet, è apparso sulla copertina della rivista Empire. Sebbene il film non sia stato promosso al San Diego Comic-Con, la Lego ha annunciato quattro nuovi set basati sul franchise.
Il trailer ufficiale è stato trasmesso il 2 novembre 2022 durante il programma Good Morning America sull'emittente televisiva ABC. Lo stesso giorno è stato diffuso un nuovo poster promozionale. Un'ulteriore filmato promozionale è stato pubblicato il 22 novembre 2022.
Deadline Hollywood ha stimato che gli inserzionisti hanno pagato più di $170 milioni per promuovere la pellicola. Nel 2020 la Lightstorm Entertainment e la Mercedes-Benz hanno presentato al Consumer Electronics Show il concept car della Vision AVTR, ispirata al film. In Cina, la Disney ha collaborato con JD.com e Alipay per la promozione, mentre Razer Inc. ha lanciato sul mercato il mouse per computer Yaqi Orochi V2 Avatarnel. La NYX Professional Makeup di proprietà di L'Oréal ha realizzato una linea di prodotti cosmetici ispirati al film, mentre la Kellogg's ha prodotto circa 53 milioni di pacchetti a tema Avatar attraverso le sue tre etichette. Motorola Mobility e Deutsche Telekom hanno collaborato con la Disney per promuovere il film rispettivamente in America Latina ed EMEA.

## Distribuzione

### Data di uscita
La pellicola, che nel corso degli anni ha subito otto rinvii, ha debuttato nelle sale cinematografiche europee il 14 dicembre 2022, mentre in quelle statunitensi dal 16 dicembre successivo, anche in RealD Cinema, 3D, in IMAX, Dolby Cinema e IMAX 3D. La pellicola ha ricevuto l'approvazione per l'uscita in Cina da parte delle autorità il 23 novembre 2022, rendendolo uno dei pochi film di Hollywood ad avere una distribuzione nel paese nel 2022.
Il film è stato presentato in anteprima mondiale il 6 dicembre 2022 all'Odeon Leicester Square di Londra. I primi otto minuti sono stati proiettati al D23 il 10 settembre 2022.

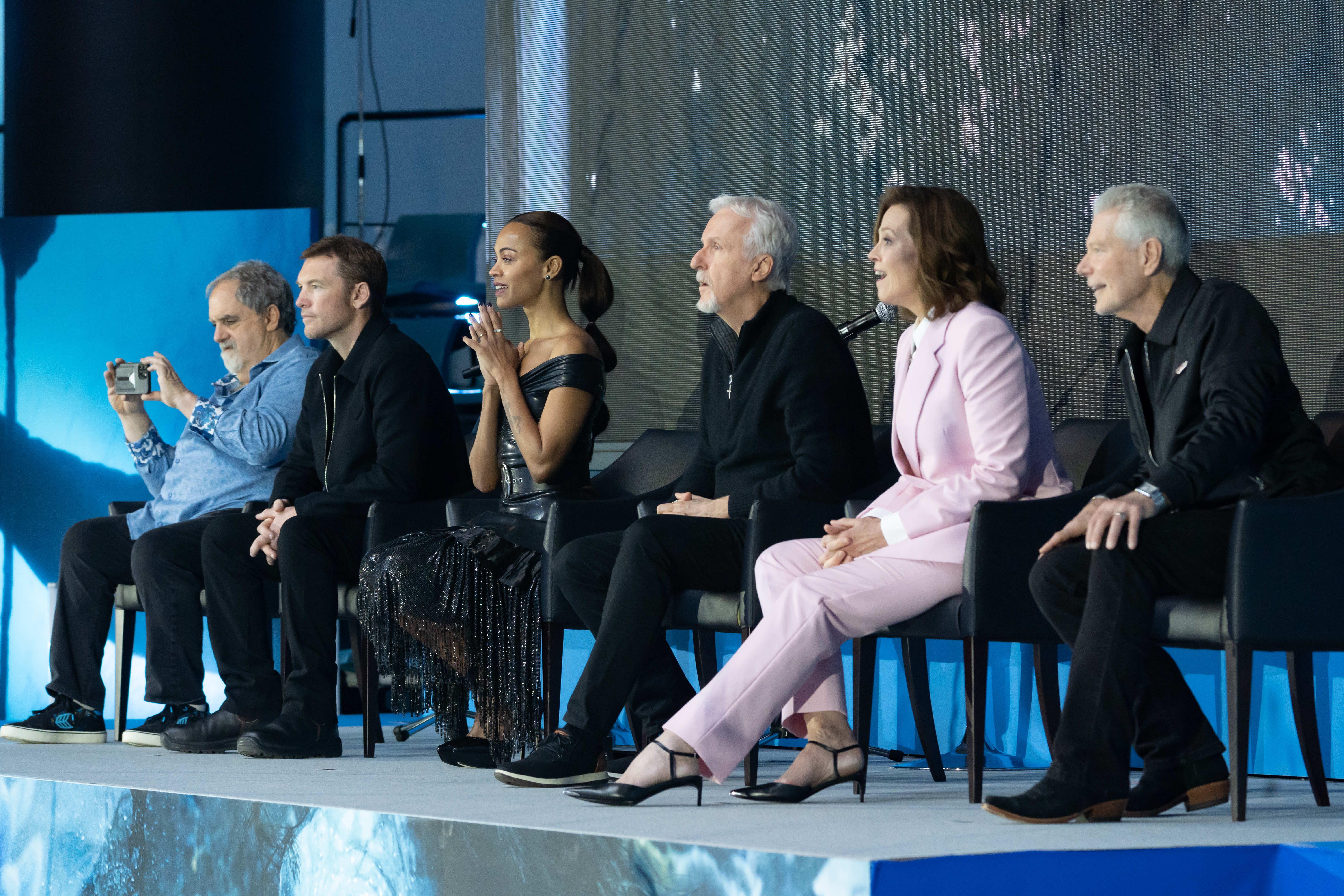
Da sinistra: il produttore Jon Landau, Sam Worthington, Zoe Saldana, il regista James Cameron, Sigourney Weaver e Stephen Lang alla première del film a Tokyo

Le date di uscita internazionali nel corso del 2022 sono state:
- 14 dicembre in Belgio, Corea del Sud, Danimarca (Avatar: The Way of Water), Germania, Egitto, Finlandia, Francia (Avatar: La Voie de l'eau), Hong Kong (阿凡達：水之道), Indonesia (Avatar: The Way of Water), Italia[180], Norvegia, Paesi Bassi (Avatar: The Way of Water), Svezia e Taiwan (阿凡達：水之道)
- 15 dicembre in Argentina (Avatar: El camino del agua), Australia (Avatar: The Way of Water), Brasile (Avatar: O Caminho da Água), Ecuador (Avatar: El camino del agua), Emirati Arabi Uniti (Avatar: The Way of Water), Israele (Avatar: The Way of Water), Messico (Avatar: El sentido del agua), Malaysia, Portogallo (Avatar: O Caminho da Água), Serbia (	Avatar: Put vode), Singapore (Avatar: The Way of Water), Slovacchia (Avatar: Cesta vody), Thailandia (Avatar: The Way of Water) e Ungheria (Avatar: A víz útja)[181]
- 16 dicembre in Canada, Cina, Filippine, Giappone (アバター：ウェイ・オブ・ウォーター Irlanda (Avatar: The Way of Water), India (Avatar: The Way of Water), Islanda, Lituania (Įsikūnijimas. Vandens kelias), Kazakistan (Аватар: Су жолы), Polonia (Avatar: Istota wody), Regno Unito (Avatar: The Way of Water), Spagna (Avatar: El sentido del agua), Stati Uniti d'America (Avatar: The Way of Water), Sudafrica (Avatar: The Way of Water), Turchia (Avatar: Suyun Yolu) e Vietnam (Avatar: Dòng Chảy Của Nước)

La via dell'acqua ha debuttato in 12000 schermi negli Stati Uniti e in Canada e in 40000 a livello internazionale, rendendolo uno dei film Disney con la distribuzione maggiore. Durante il CinemaCon 2022, John Fithian, presidente della National Association of Theatre Owners, ha affermato che Avatar 2 sarebbe stato distribuito in 160 lingue diverse e che avrebbe rappresentato la pellicola con più versioni nella storia del cinema.
La Disney ha deciso di non distribuire la pellicola nelle sale cinematografiche russe a causa dell'invasione dell'Ucraina, nonostante ciò il film è stato proiettato in modo illegale sugli schermi del paese con il titolo di Superhuman.

### Divieti
Negli Stati Uniti, la Motion Picture Association of America ha valutato il film come PG-13 (Parents Strongly Cautioned), ciò significa che la visione è stata vietata ai minori di 13 anni non accompagnati dai genitori, per la presenza di "sequenze di forte violenza e azione intensa, nudità parziale e linguaggio forte". In Germania, la Freiwillige Selbstkontrolle der Filmwirtschaft (FSK) ha valutato il film come vietato ai minori di 12 anni, affermando che nonostante il film sia visivamente sbalorditivo contenga un gran numero di scene di azione drammatiche, specialmente nella seconda metà.
I restanti divieti internazionali sono stati:
- Argentina: 13
- Australia: M
- Brasile: 14
- Canada: PG (Alberta e Columbia Britannica)
- Canada: G (Quebec)
- Cile: TE+7
- Colombia: 12
- Corea del Sud: 12
- Danimarca: 11
- Ecuador: TP
- Egitto 8+
- Emirati Arabi Uniti: PG-13
- Filippine: PG

- Finlandia: K-12
- Francia: Tous publics
- Germania: 12
- Hong Kong: IIA
- India: UA
- Indonesia: 13+
- Irlanda: 12A
- Israele: 8+
- Italia: T
- Giappone: G
- Messico: B
- Norvegia: 12
- Nuova Zelanda: M
- Paesi Bassi: 12

- Polonia: 12
- Portogallo M/12
- Singapore: PG13
- Spagna: 12
- Stati Uniti: PG-13
- Sudafrica: 13
- Svezia: 11
- Svizzera: 14
- Regno Unito: 12A
- Thailandia: 13
- Taiwan: 6+
- Ungheria: 16
- Vietnam: C13

### Edizione italiana
L'edizione italiana del film è stata curata dalla Disney Character Voices International con la supervisione di Lavinia Fenu, mentre la direzione del doppiaggio e i dialoghi sono curati da Marco Mete, assistito da Roberta Schiavon. Il doppiaggio italiano e la sonorizzazione della pellicola, invece, sono stati eseguiti dalla Iyuno Rome.

### Edizioni home video
Negli Stati Uniti, la Walt Disney Studios Home Entertainment ha distribuito la pellicola in formato digitale dal 28 marzo 2023, con delle scene girate dietro le quinte. Il film è stato reso disponibile dal 7 giugno 2023 sulla piattaforma Disney+, accompagnato da contenuti extra.
Il 20 giugno 2023, la Walt Disney Studios Home Entertainment (sotto l'etichetta 20th Century Home Entertainment) ha distribuito la pellicola anche in Ultra HD Blu-ray, Blu-ray 3D, Blu-ray e DVD; mentre il 19 dicembre dello stesso anno è stata pubblicata un'edizione estesa da collezione. Il 2 febbraio 2024 è stato reso disponibile per lo streaming su Disney+ per visionOs in 48 fps (HFR) e in 3D 4K Dolby Vision.

## Accoglienza

### Incassi
Avatar - La via dell'acqua ha incassato 684075767 $ in Nord America e 1636174514 $ nel resto del mondo, per un incasso complessivo di 2320250281 $. La sua prima giornata di apertura è stata l'undicesima con il maggior incasso di tutti i tempi e la terza dallo scoppio della pandemia di COVID-19, dopo Spider-Man: No Way Home ($601 milioni) e Doctor Strange nel Multiverso della Follia ($452,4 milioni). Durante la sua prima settimana di programmazione ha raccolto $441,7 milioni. Ha anche ottenuto il secondo fine settimana di apertura globale più alto di sempre per un film uscito nei cinema IMAX con $48,8 milioni.
Il 27 dicembre 2022 è diventato il cinquantunesimo film della storia a raggiungere il miliardo di dollari d'incasso, il terzo nel 2022 dopo Top Gun: Maverick e Jurassic World - Il dominio e il sesto di sempre a raggiungere più velocemente tale traguardo, mentre il 4 gennaio 2023 ha superato il miliardo e mezzo di incasso, diventando il maggior incasso del 2022. Il 21 gennaio 2023, a quaranta giorni dall'uscita, diventa il sesto film della storia a incassare oltre 2 miliardi di dollari, nonché il secondo più veloce a raggiungere tale traguardo dopo Avengers: Endgame (undici giorni).
La pellicola è il maggior incasso del 2022, il migliore internazionale dell'anno (escludendo gli Stati Uniti), il terzo della storia del cinema e il settimo di sempre in Nord America, nonché il maggior incasso dallo scoppio della pandemia di COVID-19.

#### Nord America
Alle anteprime del giovedì sera in Nord America il film ha incassato $17 milioni, mentre nel primo giorno di programmazione ha incassato $36 milioni in 4202 schermi. Nel weekend d'esordio ha guadagnato circa $134 milioni. Nel secondo weekend di programmazione ha raccolto $63,3 milioni ($95,5 milioni considerando l'intero weekend natalizio), mentre nel terzo $67,4 milioni, registrando il terzo miglior terzo weekend della storia. Avatar 2 ha mantenuto la prima posizione al botteghino anche nel corso del quarto weekend con $45,8 milioni, il terzo maggiore di sempre; del quinto weekend con $32,4 milioni ($40,6 milioni considerando il Martin Luther King Day), terzo migliore della storia; del sesto weekend con $20,1 milioni. e del settimo con $15,7 milioni.
Tra il 5 e il 7 febbraio 2023 ha perso per la prima volta dalla sua uscita il primato di incassi del fine settimana al box office nordamericano, battuto da Bussano alla porta e 80 for Brady, raccogliendo comunque $10,8 milioni.

#### Internazionale
Nel giorno di apertura la pellicola ha guadagnato circa 15,8 milioni di dollari, di cui 3,3 in Corea del Sud. Nel primo week-end di programmazione il film ha incassato internazionalmente $307,6 milioni in 52 paesi, durante esso i mercati maggiori sono stati la Cina ($57,1 milioni), la Corea del Sud ($24,7 milioni), la Germania ($19,9 milioni), la Francia ($19,3 milioni), l'India ($18,8 milioni), il Regno Unito ($14,2 milioni), il Messico ($12,9 milioni) e l'Australia ($10,8 milioni). Nel secondo fine settimana ha incassato $168,6 milioni. Nel terzo fine settimana ha raccolto $186,7 milioni, con un aumento del 6% rispetto a quello precedente. Nel quarto fine settimana ha incassato $132,6 milioni, mentre nel quinto $88,6 milioni. Il 3 gennaio 2023 ha raggiunto il miliardo di dollari di incasso internazionale, diventando il primo film del 2022 e il dodicesimo di sempre a superare tale traguardo.
I mercati maggiori sono: Cina ($245,9 milioni), Francia ($157,1 milioni), Germania ($148,2 milioni), Corea del Sud ($108 milioni), Regno Unito ($93,3 milioni), Australia ($62,3 milioni), India ($59,4 milioni), Messico ($55,9 milioni), Spagna ($54,5 milioni) e Italia ($48,1 milioni).

#### Italia
Nelle prime 24 ore di proiezione in Italia ha incassato 1454100 € su un totale di 523 sale e 165210 spettatori. Nel primo weekend di programmazione ha totalizzato 8493000 € su 595 schermi, mentre nei primi giorni ha guadagnato 9982213 e 1,1 milioni di spettatori, stabilendo il record annuale. Il 23 dicembre ha raggiunto i €15,1 milioni, diventando il maggior incasso del 2022; mentre il 2 gennaio 2023 ha superato quota €30 milioni in Italia, diventando il primo film a superare tale cifra in era pandemica, l'ultimo fu Tolo Tolo (2020). In Italia Avatar - La via dell'acqua ha mantenuto la prima posizione al box office nei primi cinque weekend, mentre nel sesto è stato superato da Me contro Te - Il film: Missione giungla (2023).
Con 44798349 € totali, è il 7º maggior incasso di sempre in Italia e il primo dallo scoppio della pandemia di COVID-19, ed è risultato essere il film più visto al cinema in Italia tra il 1º agosto 2022 e il 31 luglio 2023.

### Critica
Avatar - La via dell'acqua è stato accolto positivamente dalla critica. Sull'aggregatore di recensioni Rotten Tomatoes ha ottenuto il 76% dei giudizi professionali positivi, con un voto medio di 7,1 su 10 basato su 449 recensioni; il consenso critico recita: "Narrativamente, potrebbe essere roba abbastanza standard, ma visivamente parlando, Avatar - La via dell'acqua è un'esperienza incredibilmente coinvolgente". Su Metacritic ha un punteggio di 67 su 100 basato su 68 recensioni.

#### Critica statunitense
Randy Myers del San Jose Mercury News assegna alla pellicola 4 stelle su 4, scrivendo "Gli effetti speciali in 3D rimangono eccezionali, ma questa volta la sceneggiatura è migliore, con una trama più coinvolgente dal punto di vista emotivo rispetto all'originale. Quando le persone e le creature muoiono, questa volta lo sentiamo". Il critico del New York Post Johnny Oleksinski ha scritto che Avatar 2 è "visivamente entusiasmante e travolgente come il suo predecessore", con una trama "più emotivamente vigorosa" e che "lascerete ancora una volta [il cinema] con gli occhi increduli su ciò che avete appena visto". Il critico di ReelViews James Berardinelli ha definito La via dell'acqua "fantastico", dicendo che "potrebbe non essere il film più complesso o intellettualmente rigoroso, ma esemplifica cosa significa "cinematografico" oggi". In termini di immagini, Berardinelli ha affermato che "non sarebbe mai stato in grado di descrivere adeguatamente il salto in avanti fatto da La via dell'acqua, mentre in termini di trama, Berardinelli ha affermato che essa "è sufficientemente coinvolgente ed i personaggi hanno tutti degli archi narrativi adeguati".
Il critico del The Guardian Peter Bradshaw è stato critico nei confronti della "trama aspramente blanda" e scrivendo che, nonostante il cambiamento nell'ambientazione, "non c'è una sola immagine visiva interessante". Robbie Collin del Telegraph ha affermato che il film "non ha trama, nessuna posta in gioco e dei dialoghi atroci" e che "nonostante tutta la sua espansione incontrollata, The Way of Water è un'esperienza che restringe gli orizzonti".

#### Critica italiana
Valentina Ariete di Movieplayer dà al film 4,5 stelle su 5, elogiando in particolar modo gli effetti visivi. Davide Stanzione di Best Movie assegna al film 3,9 stelle su 5 e ne parla come "un'immersione spettacolare e spirituale senza precedenti, un'esperienza cinematografica di bellezza, respiro e valore storico incalcolabili".
Gianmaria Cataldo di Cinefilos assegna al film 4 stelle su 5, eloggiando la cura per gli effetti speciali e la regia di Cameron, affermando che il film è "un’esperienza cinematografica senza eguali, dove ogni elemento della mitologia ideata da Cameron è recuperato e fatto evolvere in nuove entusiasmanti forme". Matteo Maino di CinemaSerieTv dà 4,5 stelle su 5 descrivendolo come "un film per il grande schermo che risplende, dimostrandosi una delle visioni più incredibili possibili, che simboleggiano in maniera quasi religiosa la grandiosità e l'unicità del cinema." Grazia Sambruna di Fanpage.it elogia gli effetti visivi, definendo il film "una gioia per gli occhi". Per Francesco Parrino di HotCorn, Cameron, "nell'impossibilità di ricostruire quel senso di meraviglia della prima volta su Pandora, ce ne fa scoprire un altro, quello del ritorno a casa e del riscoprirci nuovamente felici a fianco dei Na'vi".

### Primati
Il film ha stabilito i seguenti primati: 
- Maggior incasso del 2022 ($2,3 miliardi)[196][202]
- Maggior incasso internazionale del 2022 ($1,63 miliardi)[196][248]
- Maggior incasso di sempre in Francia, Austria, Lituania, Bulgaria, Estonia, Ungheria, Libano, Romania, Slovenia, Slovacchia, Kazakistan, Kirghizistan, Uzbekistan, Georgia, Cambogia, Mongolia, Nuova Zelanda, Colombia e Porto Rico[249][250][251]
- Miglior weekend di apertura del 2022 in Austria ($1,7 milioni),[252] Belgio ($2,4 milioni),[253] Bulgaria ($505,7 mila),[254] Corea del Sud ($28,2 milioni),[255] Croazia ($325,2 mila),[256] Danimarca ($3,1 milioni),[257] Francia ($13,9 milioni),[253] Germania ($19,2 milioni),[258] Italia (€10 milioni),[230] Lituania ($361,1 mila),[259] Repubblica Ceca ($2,1 milioni),[260] Paesi Bassi ($2,9 milioni),[261] Portogallo ($1,2 milioni),[262] Romania ($1,2 milioni),[263] Svezia ($600 mila),[253] Svizzera ($3,1 milioni),[264] Slovenia ($238,8 mila),[265] Spagna ($7,9 milioni),[266] Slovacchia ($622,5 mila),[265] Taiwan ($5 milioni)[267] e Turchia ($1,7 milioni)[268]
- Miglior secondo lunedì di sempre negli Stati Uniti d'America[196]
- Miglior terzo lunedì di sempre negli Stati Uniti d'America[196]
- Miglior terzo martedì di sempre negli Stati Uniti d'America[196]
- Miglior lunedì del 2022 negli Stati Uniti d'America ($47 milioni)[269]
- Miglior martedì del 2022 negli Stati Uniti d'America ($24,1 milioni)[270]
- Miglior mercoledì del 2022 negli Stati Uniti d'America ($20,5 milioni)[270]
- Miglior giovedì del 2022 negli Stati Uniti d'America ($20,1 milioni)[271]
- Maggior incasso in Italia del 2022 (€44,8 milioni)[230]
- Maggior incasso in Francia del 2022 ($130,7 milioni)[272]
- Maggior incasso in Spagna del 2022 ($46,7 milioni)[273]
- Maggior incasso in Cile del 2022 ($11 milioni)[274]
- Maggior incasso in Vietnam del 2022 ($11,4 milioni)[275]
- Miglior lancio IMAX di sempre in India, Belgio, Svizzera, Turchia, Cile, Repubblica Ceca, Vietnam, Nuova Zelanda, Romania, Serbia e Kazakistan[253]
- Miglior lunedì di gennaio di sempre negli Stati Uniti d'America ($21,1 milioni)[276]

## Riconoscimenti
- 2023 – Premio Oscar[277]
  - Migliori effetti speciali a Richard Baneham, Daniel Barrett, Joe Letteri ed Eric Saindon
  - Candidatura al miglior film
  - Candidatura alla migliore scenografia a Dylan Cole, Ben Procter e Vanessa Cole
  - Candidatura al miglior sonoro a Christopher Boyes, Michael Hedges, Julian Howarth, Gary Summers e Gwendolyn Yates Whittle
- 2023 – Golden Globe[18]
  - Candidatura al miglior film drammatico
  - Candidatura al miglior regista a James Cameron
- 2023 – Satellite Awards[278][279]
  - Miglior regista a James Cameron
  - Migliori effetti visivi
  - Candidatura per il miglior film drammatico
  - Candidatura per la miglior fotografia a Russell Carpenter
  - Candidatura per il miglior montaggio sonoro
  - Candidatura per la miglior scenografia a Dylan Cole
- 2023 – Critics' Choice Awards[280]
  - Migliori effetti speciali
  - Candidatura come miglior film
  - Candidatura per il miglior regista a James Cameron
  - Candidatura per la migliore fotografia a Russell Carpenter
  - Candidatura per il miglior montaggio a James Cameron, Stephen Rivkin, David Brenner e John Refoua
  - Candidatura per la miglior scenografia a Dylan Cole, Ben Procter e Vanessa Cole
- 2023 – Black Reel Awards[281][282]
  - Miglior performance vocale a Zoe Saldana
- 2023 – Screen Actors Guild Award[283]
  - Candidatura per il miglior cast cinematofrafico
- 2023 – AACTA Award[284][285]
  - Miglior film
  - Candidatura per il miglior regista a James Cameron
- 2023 – Producers Guild of America Awards[286][287]
  - Candidatura per il miglior film
- 2023 – Dorian Awards[288]
  - Candidatura come film dell'anno
- 2023 – Visual Effects Society[289][290]
  - Migliori effetti visivi in un film fotorealistico a Richard Baneham, Walter Garcia, Joe Letteri, Eric Saindon e J. D. Schwalm
  - Miglior personaggio animato in un film fotorealistico a Anneka Fris, Rebecca Louise Leybourne, Guillaume Françoise e Jung-Rock Hwang per "Kiri"
  - Candidatura per il miglior ambiente creato in un film fotorealistica a Ryan Arcus, Lisa Hardisty, Paul Harris e TaeHyoung David Kim per il "Villaggio dei Metkayina"
  - Candidatura per i migliori effetti visivi simulati a Miguel Perez Senent, Xaxier Martin Ramirez, David Kirchner e Ole Geir Eidsheim
  - Migliori luci a Miguel Santana Da Silva, Hongfei Geng, Jonathan Moulin e Maria Corcho
  - Miglior fotografia in un progetto CGI a Richard Baneham, Dan Cox, Eric Reynolds e A.J Briones
  - Miglior progetto fotorealistico o animato a Sam Sharplin, Stephen Skorepa, Ian Baker e Guillaume Francois
  - Candidatura per le migliori tecnologie emergenti a Dejan Momcilovic, Tobias B. Schmidt, Benny Edlund e Joshua Hardgrave
  - Migliori effetti speciali (pratici) in un film fotorealistico o animato a J. D. Schwalm, Richie Schwalm, Nick Rand e Robert Spurlock
- 2023 – Online Film Critics Society[291]
  - Candidatura per i migliori effetti speciali
  - Candidatura per la miglior scenografia
- 2023 – Costume Designers Guild[292]
  - Candidatura per i migliori costumi in un film fantastico a Deborah L. Scott
- 2023 – AARP Movies for Grownups Awards[293][294]
  - Candidatura per il miglior regista a James Cameron
- 2023 – British Academy Film Awards[295]
  - Migliori effetti visivi a Joe Letteri, Richard Baneham, Eric Saindon e Daniel Barrett
  - Candidatura per il miglior sonoro a Christopher Boyes, Gwendolyn Yates Whittle, Dick Bernstein, Gary Summers, Michael Hedges e Julian Howarth
- 2023 – San Diego Film Critics Society Awards[296][297]
  - Migliori effetti visivi
  - Candidatura per la miglior fotografia a Russell Carpenter
  - Candidatura per il miglior montaggio a David Brenner, James Cameron, John Refoua, Stephen Rivkin e Ian Silverstein
  - Candidatura per la miglior colonna sonora
- 2023 – Annie Award[298][299]
  - Migliori effetti animati a Jonathan M. Nixon, David Moraton, Nicholas Illingworth, David Caeiro Cebrian e Alex Nowotny
  - Miglior animazione dei personaggi in una film live action a Daniel Barrett, Stuart Adcock, Todd Labonte, Douglas McHale e Stephen Cullingford
- 2023 – Austin Film Critics Association[300][301]
  - Candidatura per la migliore fotografia a Russell Carpenter
  - Candidatura per la miglior performance a Zoe Saldana
  - Candidatura per la miglior performance a Stephen Lang
  - Candidatura per la miglior performance a Sigourney Weaver
- 2023 – Seattle Film Critics Society Awards[302][303]
  - Migliori effetti visivi a Joe Letteri, Richard Baneham, Eric Saindon e Daniel Barrett
  - Candidatura per la migliore fotografia a Russell Carpenter
- 2023 – Art Directors Guild Awards[304]
  - Candidatura per i risultati eccezionali nella progettazione di un film fantasy
- 2023 – Cinema Audio Society Awards[305]
  - Candidatura per risultati eccezionali nel mixaggio del suono per un film in live action a Julian Howarth, Christopher Boyes, Gary Summers, Michael Hedges, Simon Rhodes, Bill Higley e Tavish Grade
- 2023 – Golden Reel Awards[306][307]
  - Candidatatura per risultati eccezionali nell'editing sonoro di un film a Christopher Boyes, David Chrastka, Dave Whitehead, Hayden Collow, Matt Stutter, Brent Burge, Craig Tomlinson, Dee Selby, Dan O'Connell e John Cucci
- 2023 – Artios Award[308]
  - Candidatura per il premio Zeitgeist a Margery Simkin, Katrina Wandel George, Jasmine Gutierrez e Sydney Shircliff
- 2023 – Houston Film Critics Society[309][310]
  - Candidatura per la miglior fotografia a Russell Carpenter
  - Candidatura per i migliori effetti visivi
- 2023 – Georgia Film Critics Association[311][312]
  - Candidatura per la migliore scenografia a Dylan Cole e Ben Proctor
- 2023 – Nickelodeon Kids' Choice Awards[313]
  - Candidatura per il miglior film
- 2023 – Premio Lumière[314]
  - Candidatura per il miglior film
  - Candidatura premio del pubblico mondiale
- 2023 – Awards of the Japanese Academy[315][316]
  - Candidatura per il miglior film in lingua straniera
- 2023 – Guild of Music Supervisors Awards[317]
  - Candidatura per la miglior colonna sonora in un trailer
- 2023 – Hollywood Critics Association Creative Arts Awards[318][319]
  - Migliori effetti speciali a Joe Letteri, Richard Baneham, Eric Saindon e Daniel Barrett
  - Candidatura per la miglior fotografia a Russel Carpenter
  - Candidatura per la miglior scenografia a Dylan Cole, Ben Procter e Vanessa Cole
  - Candidatura per le migliori musiche a Christopher Boyes, Gwendolyn Yates Whittle, Dick Bernstein, Gary Summers, Michael Hedges e Julian Howarth
- 2023 – International Film Music Critics Association[320]
  - Candidatura per la miglior colonna sonora in un film fantascientifico / fantastico a Simon Franglen
  - Candidatura per la miglior colonna sonora dell'anno a Simon Franglen
  - Candidatura per la miglior composizione musicale a Simon Franglen per Leaving Home (Hometree)
- 2023 – Online Film Critics Society[321][322]
  - Candidatura per la migliore scenografia
  - Migliori effetti speciali
  - Migliori effetti speciali in 3D
- 2023 – ICG Publicists Awards[323][324]
  - Maxwell Weinberg Publicists Showmanship Motion Picture Award
- 2023 – Critics Choice Super Awards[325]
  - Candidatura per il miglior film di fantascienza
  - Candidatura come migliore attrice in un film di fantascienza a Zoe Saldana
- 2023 – ASCAP Vanguard Award[326]
  - Candidatura per la miglior colonna sonora dell'anno a Simon Fraglen
- 2023 – The ReFrame Stamp[327]
  - 2022 Top 100-Grossing Narrative Feature Recipient
- 2023 – MTV Movie & TV Awards[328]
  - Candidatura per il miglior film dell'anno
- 2022 – Golden Trailer Awards[329][330]
  - Candidatura per la miglior colonna sonora originale
  - Candidatura per il miglior trailer d'avventura/fantasy
- 2022 – Washington D.C. Area Film Critics Association[331]
  - Migliore performance in motion capture a Zoe Saldana
  - Candidatura per la miglior performance in motion capture a Sigourney Weaver
  - Candidatura per la miglior performance in motion capture a Sam Worthington
- 2022 – Hollywood Music in Media Awards[332]
  - Miglior colonna sonora originale in un film di fantascienza/fantasy
  - Candidatura per la miglior canzone originale in un lungometraggio a Simon Franglen e Zoe Saldana per Song Chord
- 2022 – Los Angeles Film Critics Association[333]
  - Migliore scenografia a Dylan Cole e Ben Proctor
- 2022 – St. Louis Film Critics Association[334][335]
  - Migliori effetti speciali a Joe Letteri, Richard Baneham, Eric Saindon e Daniel Barrett
  - Candidatura come miglior film d'azione
  - Candidatura per la miglior scenografia a Dylan Cole e Ben Procter
- 2022 – Dallas-Fort Worth Film Critics Association[336]
  - Miglior fotografia a Russell Carpenter
- 2022 – National Board of Review Award[337]
  - Top Ten Films
- 2022 – Chicago Film Critics Association[338][339]
  - Candidatura per il miglior uso degli effetti speciali
  - Candidatura per la miglior direzione artistica
- 2022 – New York Film Critics Online[340]
  - Miglior film dell'anno
- 2022 – Hollywood Critics Association[341][342]
  - Candidatura come film più atteso dell'anno
- 2022 – American Film Institute Award[343]
  - Miglior film dell'anno
- 2022 – Florida Film Critics Circle[344]
  - Migliori effetti speciali

## Altri media
Steven Gould è stato ingaggiato per scrivere quattro romanzi basati sui quattro sequel di Avatar, a partire dal secondo capitolo.
Insieme al film sono usciti due libri, uno intitolato The Art of Avatar: The Way of Water, scritto da Tara Bennett e illustrato da Robert Rodriguez; e un altro intitolato Avatar The Way of Water: The Visual Dictionary di Joshua Izzo.

## Casi mediatici
I nativi americani hanno accusato Avatar - La via dell'acqua di appropriazione culturale a causa di un'intervista di Cameron fatta alcuni anni prima dell'uscita del film, invitando al boicottaggio.

## Sequel
Avatar - La via dell'acqua è il primo dei quattro sequel previsti per Avatar; Avatar 3 ha iniziato le riprese contemporaneamente ad Avatar 2 in Nuova Zelanda il 25 settembre 2017. È stato dichiarato che i membri del cast di Avatar 2, Sam Worthington, Zoe Saldana, Stephen Lang, Sigourney Weaver, CCH Pounder, Cliff Curtis, Giovanni Ribisi, Joel David Moore, Dileep Rao, Matt Gerald e Oona Chaplin, sono stati tutti confermati anche per Avatar 3. Cameron ha dichiarato in un'intervista il 26 novembre 2017: «Ammettiamolo, se Avatar 2 e 3 non faranno abbastanza soldi, non ci saranno né il 4 né il 5».
Il membro del cast di Avatar 3, David Thewlis, ha affermato nel febbraio del 2018 che «se le persone andranno a vedere Avatar 2 e Avatar 3, si vedranno anche i capitoli 4 e 5». Al contrario, Sigourney Weaver ha dichiarato a novembre 2018, che aveva già completato le riprese dei primi due sequel, e che era "impegnata a lavorare ad Avatar 4 e Avatar 5", diversi media hanno interpretato le sue affermazioni come una conferma che le riprese degli ultimi due sequel fossero già iniziate.
Nel gennaio 2019, di fronte alla proposta acquisizione di 21st Century Fox da parte della Walt Disney Company, l'amministratore delegato della Disney Bob Iger ha confermato che sia Avatar 4 che Avatar 5 erano già stati sviluppati ma non erano stati ufficialmente approvati. Il produttore Jon Landau nel febbraio 2019 ha dichiarato che Iger potrebbe essere stato frainteso. Nel gennaio 2023 è stato confermato che saranno realizzati anche il quarto e il quinto capitolo. Avatar 3, fissato precedentemente per dicembre 2024, è stato posticipato al 17 dicembre 2025. Al D23 Expo 2024 è stato annunciato che il titolo ufficiale del terzo capitolo sarà Avatar - Fuoco e Cenere (Avatar: Fire and Ash).